# Koos Maasdijk
Jacob „Koos“ Arnold Maasdijk (* 19. September 1968 in Rotterdam) ist ein ehemaliger niederländischer Ruderer und Olympiasieger von 1996.
Maasdijk belegte bei den Junioren-Weltmeisterschaften 1986 den siebten Platz im Zweier ohne Steuermann. 1987 erreichte er in der gleichen Bootsklasse das A-Finale bei den (damals noch inoffiziellen) U23-Weltmeisterschaften und belegte den sechsten Platz. 1988 wechselte er zu den Skullbooten und belegte bei den U23-Weltmeisterschaften den fünften Platz im Doppelzweier. 1989 siegte er im Einer bei den U23-Weltmeisterschaften, im gleichen Jahr gewann der niederländische Doppelvierer mit Hans Keldermann, Koos Maasdijk, Hermanus van den Eerenbeemt und Rutger Arisz den Titel bei den Weltmeisterschaften in der Erwachsenenklasse. Nach einem fünften Platz bei den Weltmeisterschaften 1990 gewann der niederländische Doppelvierer bei den Weltmeisterschaften 1991 in der Besetzung Rutger Arisz, Koos Maasdijk, Hans Keldermann und Ronald Florijn die Bronzemedaille. Bei den Olympischen Spielen 1992 in Barcelona kam der niederländische Doppelvierer als fünftes Boot ins Ziel. 1996 kehrte Maasdijk als Mitglied des niederländischen Achters noch einmal zurück. Bei den Olympischen Spielen 1996 in Atlanta siegte der Achter klar vor dem Deutschland-Achter. 
Der 1,95 m große Koos Maasdijk ruderte für die Algemene Rotterdamse Studenten Roeivereniging „Skadi“.